# Kung Fu Panda slaví svátky
Kung Fu Panda slaví svátky (v anglickém originále Kung Fu Panda Holiday) je americký animovaný film z roku 2010. Režisérem filmu je Tim Johnson. Hlavní role ve filmu ztvárnili Jack Black, Angelina Jolie, Dustin Hoffman, Jack McBrayer a Jackie Chan.

## Obsazení
| Jack Black     | Po          |
| Angelina Jolie | tygřice     |
| Dustin Hoffman | mistr Shifu |
| Jack McBrayer  | Wo Hop      |
| Jackie Chan    | opice       |
| Seth Rogen     | Mantis      |
| David Cross    | jeřáb       |
| Lucy Liu       | zmije       |
| Ian McShane    | Tai Lung    |